# The Belka
The Belka é uma banda estoniana de punk rock formada em 1994 na cidade de Pärnu.

## Integrantes

### Membros atuais
- Ivo "Belka" Orav – vocal e guitarra
- Marvin Mitt – guitarra
- Andres Laur – baixo
- Aivo "Aike" Hints – bateria
- Meelis Laidvee – teclado

### Ex-membros
- Aivo Pilisner – teclado
- Janek Kivi – guitarra
- Mario "Marr" Kaldmaa – guitarra
- Margit "Maku" Pihhus – baixo
- Tõnis "Tõna" Aare – baixo
- Aadu Sitapea – baixo
- Raivo Väliste – baixo
- Andrus "Utsa" Uutsalu – baixo
- Janek Vlassov – bateria
- Rene "Rennu" Kärner – guitarra

## Discografia
Álbuns de estúdio
- 2002: Delirium Ridibundus
- 2004: Jube Juubel - the Belka 10 (remix)
- 2005: Mehega II Planeedilt
- 2009: Kiviaeg
- 2009: Jube Juubel - the Belka 15 (remix)

DVDs
- 2004: Minu Kodu On Mu Kindlus

Singles
- 2006: Valehambad
- 2007: Castor Fiber
- 2008: Must Kunst

Demos
- 1998: Kõik On Viimsepeal
- 2001: My Weakness
- 2003: Meid Toetab Laev
- 2003: Kõhn Pihlak